# Émetteur de Willeroncourt
L'émetteur de Willeroncourt est un site de diffusion se trouvant au sud de la Meuse. Il est une propriété de TDF et diffuse principalement sur Bar-le-Duc mais aussi jusqu'à l'ouest de la Marne et sur une partie de la Haute-Marne. Il se situe à environ 21 km de Bar-le-Duc et à 36 km de Saint-Dizier.
Il est constitué d'un pylône haubané de 200 mètres de haut émettant les chaînes de télévision, de radio FM, des ondes concernant la téléphonie mobile et un faisceau hertzien. Une tour hertzienne haute de 56 mètres est située à proximité du pylône et dispose de relais pour Bouygues Télécom, le haut débit, des faisceaux hertziens et des communications mobiles privées.
C'est la plus haute construction humaine de Meuse.

## Télévision

### Diffusion analogique
| Chaîne            | Canal | Puissance (PAR) |
| ----------------- | ----- | --------------- |
| TF1               | 51H   | 80 kW           |
| France 2          | 48H   | 80 kW           |
| France 3 Lorraine | 54H   | 80 kW           |
| M6                | 38H   | 70 kW           |

Ces 4 chaînes n'émettent plus en analogique depuis le 28 septembre 2010.

### Diffusion numérique[2]
| Multiplex | LCN              | Chaînes                                                      | Canal | Puissance (PAR) | Diffuseur |
| --------- | ---------------- | ------------------------------------------------------------ | ----- | --------------- | --------- |
| R1        | 2 3 4 16         | France 2 France 3 Lorraine France 4 France Info              | 48H   | 13 kW           | Towercast |
| R2        | 8 13 14 17 18 19 | Gulli BFM TV CNews CStar T18 Novo 19                         | 30H   | 12 kW           | Towercast |
| R4        | 5 6 7 9 22 26    | France 5 M6 Arte W9 6ter Paris Première                      | 22H   | 10 kW           | Towercast |
| R6        | 1 8 10 11 15     | TF1 LCP TMC TFX LCI                                          | 35H   | 11 kW           | Towercast |
| R7        | 20 21 23 24 25   | TF1 Séries Films L'Équipe RMC Story RMC Découverte Chérie 25 | 34H   | 12 kW           | Towercast |

## Radio
Le site assure la diffusion de 4 stations publiques :
| Fréquence | Station        | Puissance (PAR) | RDS (PS) |
| --------- | -------------- | --------------- | -------- |
| 88.4      | France Culture | 10 kW           | _CULTURE |
| 90.9      | France Inter   | 10 kW           | __INTER_ |
| 92.7      | France Musique | 10 kW           | MUSIQUE_ |
| 104.5     | France Info    | 10 kW           | __INFO__ |

## Téléphonie mobileet autres transmissions[5]
| Opérateur        | 2G  | 3G  | 4G  | FH  | Relais          |
| ---------------- | --- | --- | --- | --- | --------------- |
| Orange           | Oui | Oui | Non | Non | Pylône haubané  |
| SFR              | Oui | Oui | Oui | Oui | Pylône haubané  |
| Bouygues Telecom | Oui | Oui | Oui | Oui | Tour hertzienne |
| Free             | Non | Oui | Oui | Oui | Pylône haubané  |

Pylône haubané
- TDF : Faisceau hertzien

Tour hertzienne
- DIR : faisceau hertzien / PMR
- Conseil départemental de la Meuse : PMR
- Net 55[6] : faisceau hertzien
- Wireless Altitude[7] : boucle locale radio de 3 GHz

## Photos du site
- Sur tvignaud (consulté le 2 mai 2017).
- Sur annuaireradio.fr (consulté le 2 mai 2017).